# گمینا پژویز
گمینا پژویز (به لهستانی:  Gmina Przywidz) یک گمینا در لهستان است که در شهرستان گدانسک واقع شده‌است. گمینا پژویز ۱۲۹٫۶۲ کیلومتر مربع مساحت و ۵٬۱۵۱ نفر جمعیت دارد.